# Restionales
Restionales J.H.Schaffn., 1929 è un ordine appartenente alla sottoclasse delle Commelinidae.

## Tassonomia
Il sistema Cronquist (1981) posiziona questo ordine nella sottoclasse Commelinidae e vi assegna le seguenti famiglie:
- Centrolepidaceae
- Flagellariaceae
- Joinvilleaceae
- Restionaceae

I sistemi di classificazione APG II (2003) e APG III (2009) e APG IV (2016) non contemplano questo ordine e ne assegnano le famiglie all'ordine Poales.